# Лебедев, Владимир Константинович
Владимир Константинович Лебедев (6 июня 1922, Данков, Рязанская губерния — 23 мая 2008, Киев) — советский учёный в области технологии сварки и сварочного оборудования, доктор технических наук. Лауреат Ленинской премии, Государственной премии СССР и Государственной премии УССР.

## Биография
Окончил МЭИ (декабрь 1944).
С февраля 1945 по 2008 год работал в Институте электросварки им. Е. О. Патона (ИЭС). Заведующий отделом электрических процессов в 1950—1970, заместитель директора ИЭС в 1970—1994, с 1994 года — советник при дирекции.
Защитил кандидатскую (июнь 1948 года) и докторскую (ноябрь 1959 года) диссертации.
В 1964 избран членом-корреспондентом, в 1972 — академиком АН УССР.

## Научная деятельность
Основные направления научных исследований:
- электромагнитные процессы в трансформаторах,
- преобразователи энергии для сварки,
- создание новых источников тока для различных видов дуговой, электрошлаковой, контактной, электроннолучевой, лазерной сварки и для специальной металлургии.

Автор 11 монографий и около 200 изобретений.

## Награды
- Заслуженный деятель науки и техники Украины (1992). Лауреат Ленинской премии (1966), Государственная премия УССР в области науки и техники (1976)[1], Государственной премии СССР (1986), премии Е. О. Патона (2002).
- Награждён орденами Ленина (1986), Октябрьской революции (1982), Трудового Красного Знамени (1971), «За заслуги» III ст. (1998).